# Льнозаводський
Льнозаво́дський (Льнозаводська; рос. Льнозаводский, Льнозаводская) — присілок у складі Селтинського району Удмуртії, Росія.

## Населення
Населення — 159 осіб (2010; 190 в 2002).
Національний склад станом на 2002 рік:
- удмурти — 54 %
- росіяни — 46 %

## Урбаноніми[3]
- вулиці — Берегова, Молодіжна, Набережна